# Menfis (mitología)
Menfis (Μέμφις), en la mitología griega, era la heroína epónima de la ciudad de Menfis, en Egipto. El nombre fue atribuido a diferentes personajes: 
- Menfis, una náyade, hija del dios fluvial Nilo. Fue la esposa de Épafo, quien en su nombre fundó la ciudad de Menfis y engendró una hija, Libia, epónima de ese país.[1][2]

- Menfis, una de las consortes de Dánao, madre de las Danaides Clite, Esténele y Crisipe.[3]

- Menfis, hija del rey egipcio Ucoreo, de quien se decía que fundó la ciudad y de ahí el nombre de la misma. De Nilo tuvo a Egipto, epónimo de Egipto (aparentemente un personaje distinto a Egipto, hermano de Dánao).[4]